# Хохштеттен-Даун
Хохштеттен-Даун (нем. Hochstetten-Dhaun) — община в Германии, в земле Рейнланд-Пфальц. 
Входит в состав района Бад-Кройцнах. Подчиняется управлению Кирн-Ланд.  Население составляет 1603 человека (на 31 декабря 2010 года). Занимает площадь 12,61 км².
Коммуна подразделяется на 5 сельских округов.

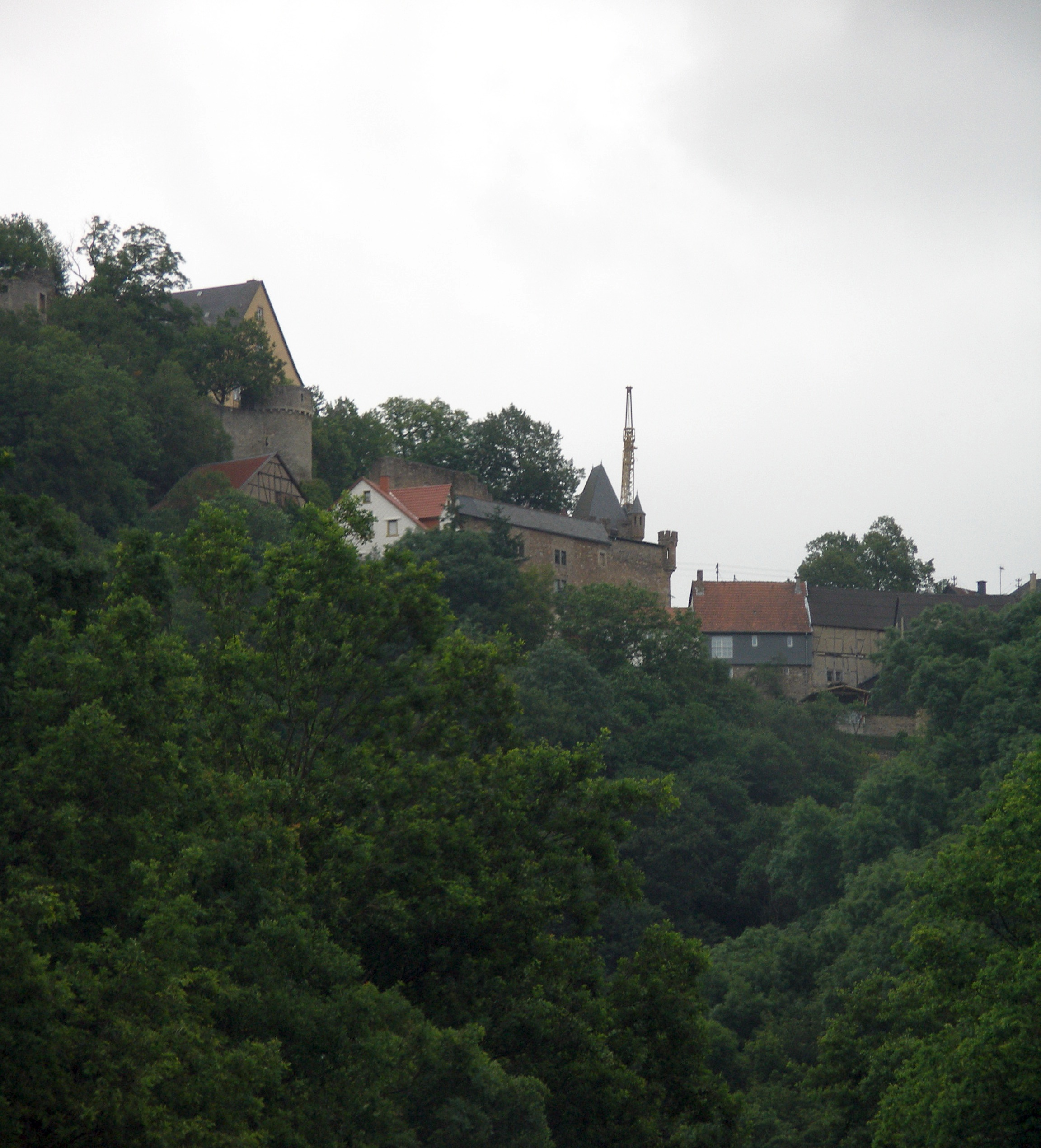
Замок